# Tamaz Kostava
Tamaz Givievič Kostava (in russo Тамаз Гивиевич Костава?; Kutaisi, 29 febbraio 1956) è un ex calciatore sovietico dal 1991 georgiano, di ruolo difensore.

## Statistiche

### Cronologia presenze e reti in Nazionale
| Cronologia completa delle presenze e delle reti in nazionale ― Unione Sovietica | Cronologia completa delle presenze e delle reti in nazionale ― Unione Sovietica | Cronologia completa delle presenze e delle reti in nazionale ― Unione Sovietica | Cronologia completa delle presenze e delle reti in nazionale ― Unione Sovietica | Cronologia completa delle presenze e delle reti in nazionale ― Unione Sovietica | Cronologia completa delle presenze e delle reti in nazionale ― Unione Sovietica | Cronologia completa delle presenze e delle reti in nazionale ― Unione Sovietica | Cronologia completa delle presenze e delle reti in nazionale ― Unione Sovietica |
| Data                                                                            | Città                                                                           | In casa                                                                         | Risultato                                                                       | Ospiti                                                                          | Competizione                                                                    | Reti                                                                            | Note                                                                            |
| ------------------------------------------------------------------------------- | ------------------------------------------------------------------------------- | ------------------------------------------------------------------------------- | ------------------------------------------------------------------------------- | ------------------------------------------------------------------------------- | ------------------------------------------------------------------------------- | ------------------------------------------------------------------------------- | ------------------------------------------------------------------------------- |
| 19/11/1978                                                                      | Tokyo                                                                           | Giappone                                                                        | 1 – 4                                                                           | Unione Sovietica                                                                | Amichevole                                                                      | -                                                                               | 64’                                                                             |
| 23/11/1978                                                                      | Tokyo                                                                           | Giappone                                                                        | 1 – 4                                                                           | Unione Sovietica                                                                | Amichevole                                                                      | 1                                                                               |                                                                                 |
| 26/11/1978                                                                      | Osaka                                                                           | Giappone                                                                        | 0 – 3                                                                           | Unione Sovietica                                                                | Amichevole                                                                      | -                                                                               |                                                                                 |
| Totale                                                                          |                                                                                 | Presenze                                                                        | 3                                                                               |                                                                                 | Reti                                                                            | 1                                                                               |                                                                                 |

## Palmarès

### Club

#### Competizioni nazionali
- Campionato sovietico: 1

Dinamo Tbilisi: 1978
- Coppa dell'Unione Sovietica: 1

Dinamo Tbilisi: 1979

#### Competizioni internazionali
- Coppa delle Coppe: 1

Dinamo Tbilisi: 1980-1981